# Visum (Bildagentur)
Die Visum Foto GmbH (Eigenschreibweise VISUM) ist eine 1975 gegründete Fotografenagentur in München, die journalistische Fotografie vermarktet.

## Geschichte
Visum wurde 1975 von den Fotografen André Gelpke, Gerd Ludwig und Rudi Meisel in Essen gegründet. Sie waren, ebenso wie der 1977 dazugestoßene Dirk Reinartz, Absolventen der Folkwangschule und Schüler von Otto Steinert.
Visum ist die erste nach dem Vorbild von Magnum Photos gegründete Agentur in Deutschland und wurde zum „Wegbereiter und Vorbild späterer Agenturgründungen“. Im Unterschied zu den meisten Fotoagenturen ist Visum eine von Fotografen gegründete Agentur, die sich bis heute im Besitz von Fotografen befindet. Damit unterscheidet sie sich von der überwiegenden Zahl der Bildagenturen, die weder in Besitz von Fotografen sind, noch von ihnen geleitet werden.
Visum ist eine der wenigen noch am Markt existierenden deutschen Bildagenturen, deren Gründung vor 1980 liegt und ist Deutschlands älteste Fotografenagentur. Nach dem Muster von Visum wurden weitere Agenturen wie Laif (1981), Bilderberg (1983) oder Das Fotografenarchiv (1985) gegründet. Neben Laif hat jedoch nur Visum die massiven Veränderungen durch die Digitalisierung überlebt.
Die Gründung von Visum markiert den Beginn einer neuen Ära im deutschen Fotojournalismus nach 1945. Dieser konnte nach dem Ende des Zweiten Weltkrieges nicht mehr an seine großen Erfolge der Weimarer Zeit anknüpfen. Die meisten bekannten und talentierten Fotografen waren durch die Nationalsozialisten gezwungen das Land zu verlassen. Sie hatten in den USA oder Großbritannien neue Karrieren begonnen und kehrten nicht mehr nach Deutschland zurück. Die so entstandenen Lücken schlossen sich nur langsam. Zwar gab es mit Hilmar Pabel, Robert Lebeck und Thomas Höpker erstklassige Fotoreporter, diese waren jedoch beim Magazin Stern festangestellt und damit in ihrer internationalen Wahrnehmung und Wirkung begrenzt. Andere, wie der mit zwei Pulitzer Preisen ausgezeichnete Horst Faas, zogen es vor ihre Karriere im Ausland bzw. im Dienst ausländischer Auftraggeber zu machen.
Eine spürbare Änderung trat erst durch das Wirken von Otto Steinert ein, der ab 1959 an der Folkwangschule für Gestaltung in Essen Fotografie lehrte. Er legte einen Schwerpunkt auf dokumentarische und journalistische Fotografie. Steinert prägte mit seiner Arbeit Generationen von jungen Fotografen, die ein neues Bewusstsein für den Wert ihrer Arbeit entwickelten. Eng damit verbunden ist die Begrifflichkeit der Autorenfotografen. Galten die Fotografen früher meist nur als „Bildzulieferer“, deren Namen oft nicht einmal genannt wurden, verstanden sie sich nun immer mehr als den Textern gleichwertige Kreative, die einen wesentlichen Teil zum Erfolg eines Printproduktes beitrugen. Damit lebte wieder auf, was sich schon in der Weimarer Republik entwickelt hatte. Fotografen wurden zu prominenten Vorbildern, manchmal zu Stars.
1978 verlegte Visum den Sitz nach Hamburg, um den für die Agentur relevanten Kunden wie Stern, Zeit und Spiegel räumlich näher zu sein. Durch die Zusammenarbeit mit zahlreichen führenden Medien aus dem In- und Ausland, erlangte die Agentur schnell internationale Bekanntheit. Das wird auch durch die Tatsache belegt, dass zu den hochkarätig besetzten „A Day in the Life“ Projekten, die zwischen 1981 und 1997 stattfanden, aus Deutschland nur die Visum-Fotografen Rudi Meisel und Gerd Ludwig eingeladen wurden.
Der Erfolg von Visum wurde auch begünstigt durch die allgemeine gesellschaftliche Veränderung der 1970er Jahre und die damit verbundene Liberalisierung und Modernisierung der Presselandschaft. Es wurde bunter und Bilder rückten weiter in den Fokus. Durch Zeitschriftenneugründungen wie dem GEO (1976) und FAZ-Magazin (1980) wurde dieser Trend weiter verstärkt. Dabei spielten auch wirtschaftliche Faktoren eine Rolle. Anzeigenkunden verlangte eine bessere Druckqualität, diese wiederum ermöglichte die Publikation von mehr hochwertigen Fotoreportagen.
Die ersten 25 Jahre der Agentur fotografierten die Visum-Fotografen ausschließlich mit analoger Technik. Im Jahr 2001 begannen die ersten Visum-Fotografen mit Digitalkameras zu arbeiten. Vor der Digitalisierung wurden, wie zur damaligen Zeit im Handel mit Bildrechten üblich, die physischen Bilder nur leihweise den Kunden zur Verfügung gestellt.
Der Versand der physischen Bilder an die Kunden der Agentur ist mit der Digitalisierung weggefallen, da heute Bilder ausschließlich digital übertragen werden. Das analoge Bildarchiv bei Visum wurde bis 2008 schrittweise aufgelöst. Etwa eine Million Dias und Fotoabzüge wurden an die Fotografen zurückgegeben.

## Unternehmen
Kunden der international tätigen Bildagentur sind Buchverlage, Werbeagenturen, Zeitungen und Zeitschriften. Das Bildarchiv ist über die Webseite der Agentur und über das Mediennetzwerk Picturemaxx recherchierbar. Das Bildangebot der Agentur wird täglich aktualisiert. Über die Jahre hat Visum ein Netzwerk mit ca. 100 Vertragsfotografen aufgebaut. Neben den drei Gründern sind für den Fotojournalismus in Deutschland weitere Persönlichkeiten der Agentur relevant. Dazu zählen unter anderem Lars Bauernschmitt, ehemaliger Geschäftsführer des Unternehmens, langjähriger Vorstand des BVPA und Professor an der Hochschule Hannover, Hermann Dornhege, Professor an der Fachhochschule Münster, Michael Ebert, Hochschuldozent sowie Geschäftsführendes Vorstandsmitglied der Deutschen Gesellschaft für Photographie und Rolf Nobel, ehemaliger Professor und Begründer des Studiengangs Fotojournalismus und Dokumentarfotografie an der Hochschule Hannover.
Mit fotografischen Gruppenprojekten und Fotoausstellungen will die Agentur den Austausch unter Fotografen und die Diskussion über Fotografie fördern. Die Agentur unterstützt wissenschaftliche Arbeiten über den Fotojournalismus und einige Mitglieder halten Vorlesungen und Seminare an Journalisten-Schulen und Hochschulen.
2014 wurde der Visum-Fotograf Stefan Boness mit dem Fotografenpreis des Foto- und Karikaturenwettbewerbs Rückblende (Foto- und Karikaturenwettbewerb) ausgezeichnet.
2016 erhielt Rolf Nobel für seine Tätigkeit als Fotograf, Lehrer, Festival- und Galeriegründer den Dr.-Erich-Salomon-Preis der Deutschen Gesellschaft für Photographie.

## Bibliographie
- Ammann, Ilona; Grittmann, Elke; Neverla, Irene: (Hrsg.), Global, lokal, digital – Fotojournalismus heute. Köln, 2008
- Bauernschmitt, Lars; Büllesbach, Alfred: plus49/VISUM. Göttingen, 2000
- Bauernschmitt, Lars; Ebert, Michael: Handbuch des Fotojournalismus – Geschichte, Ausdrucksformen, Einsatzgebiete und Praxis, dpunkt Verlag, Heidelberg, 2015
- Büllesbach, Alfred: Die berufliche Situation freier Bildjournalisten in der Bundesrepublik Deutschland. Magisterarbeit am Fachbereich Kommunikationswissenschaften der Freien Universität Berlin am Institut für Publizistik, 1992
- Büllesbach, Alfred; Görg, Horst-Dieter: Fotografie bei Hanomag. Menschen & Maschinen in Hannover-Linden. Edition VISUM im morisel Verlag, München, 2016
- Büllesbach, Alfred; Klein, Michael: An Rhein, Sieg und Wied. Grenzenlose Blicke zwischen Bonn, Siegburg und Neuwied. Edition VISUM im morisel Verlag, München, 2014
- Gott in Deutschland. Ein Fotoprojekt von VISUM Fotografen in Zusammenarbeit mit der Leica Camera AG. Eigenpublikation der VISUM Foto GmbH, 2006
- Landmarker: Mit der Kamera in: Istanbul. Edition VISUM im morisel Verlag, München, 2015
- Schledding, Felix Martin: Strukturen der Selektion und Verwertung journalistischer Bilder durch Bildagenturen. Masterarbeit an der Fakultät III für Medien und Design der Hochschule Hannover, 2017
- VISUM Fotoreportagen GmbH: VISUM Archiv – Eine Bildagentur stellt sich vor. Hamburg, 1991